# Jacques Amyot (évêque)
Pour les articles homonymes, voir Jacques Amyot et Amyot.
 (décembre 2019).
Si vous disposez d'ouvrages ou d'articles de référence ou si vous connaissez des sites web de qualité traitant du thème abordé ici, merci de compléter l'article en donnant les références utiles à sa vérifiabilité et en les liant à la section « Notes et références ».
Jacques Amyot, né à Melun le 30 octobre 1513 et mort à Auxerre le 6 février 1593, est un prélat français et l'un des traducteurs les plus renommés de la Renaissance. Il est inhumé à Auxerre.

## Biographie

### Formation
Né de parents pauvres en 1513, il parvient à se rendre à Paris suivre les cours du collège de Navarre où il se met au service de riches étudiants afin de subvenir à ses besoins. Il est l'élève de Pierre Danes. À 19 ans, en 1532, il obtient sa licence à Paris et devient maître des arts. Il décide de poursuivre ses études à l'université de Bourges où enseigne le juriste milanais André Alciat, et devient docteur en droit civil de l'université de Bourges. On trouve alors à Bourges une école de grec ancien et un marché éducatif important. Il trouve à s'employer comme précepteur puis comme lecteur de grec ancien et de latin en 1537.

### Professeur à l'université de Bourges
Par l'intermédiaire de Jacques Colin, abbé de Saint-Ambroix à Bourges, aumônier de François Ier, il obtient une place de précepteur de ses neveux, puis des fils de Guillaume Bochetel, secrétaire d'État, et beau-frère de Jean de Morvillier, lieutenant du Berry. Il commence alors ses premières traductions avec la Vie de Démétrius de Plutarque, en 1542. Recommandé à Marguerite de Valois, alors duchesse de Berry, il est nommé professeur de latin et de grec à l'université de Bourges. Durant les dix ans de sa chaire universitaire, il traduit le roman grec Théagène et Chariclée (sous le titre L'Histoire aethiopique) d'Héliodore. Cette traduction parue en 1547 lui vaut d'être récompensé par François Ier, qui lui octroie le bénéfice de l'abbaye de Bellozane laissée vacante par la mort de François Vatable.

### Précepteur des fils du roi Henri II
Il est alors en mesure de se rendre en Italie pour étudier le texte de Plutarque conservé au Vatican. Il s'attelle à la traduction des Vies parallèles des hommes illustres (1559-1565). Sur le chemin du retour, il se voit chargé d'une mission pour le concile de Trente. Rentré en France, il est nommé précepteur des fils de Henri II en 1557. Le premier, Charles IX, le nomme grand aumônier en 1561 ; le second, Henri III, le fait commandeur de l'ordre du Saint-Esprit.
Il est nommé maître de la Librairie en 1567, après l’éviction de Pierre de Montdoré. Sous son administration, la Bibliothèque du roi est transportée de Fontainebleau à Paris, sans doute dans une maison particulière louée à cet effet. Au cours de l'année 1593, cette maison est en partie pillée par les Ligueurs.

### Evêque d'Auxerre
Pie V le nomme évêque d'Auxerre en 1570 à la suite de la mort à Rome de Philibert Babou de La Bourdaisière. Son frère cadet Jean Amyot est désigné comme son procureur le 6 février 1570 et prend possession de l'évêché pour lui le 6 mars 1570.
Jacques Amyot développe des actions en faveur des populations de son diocèse mais conserve ses fonctions à la cour auprès de Charles IX et Henri III. Il est nommé supérieur de l'hôpital des Quinze-Vingts à Paris, en 1572.

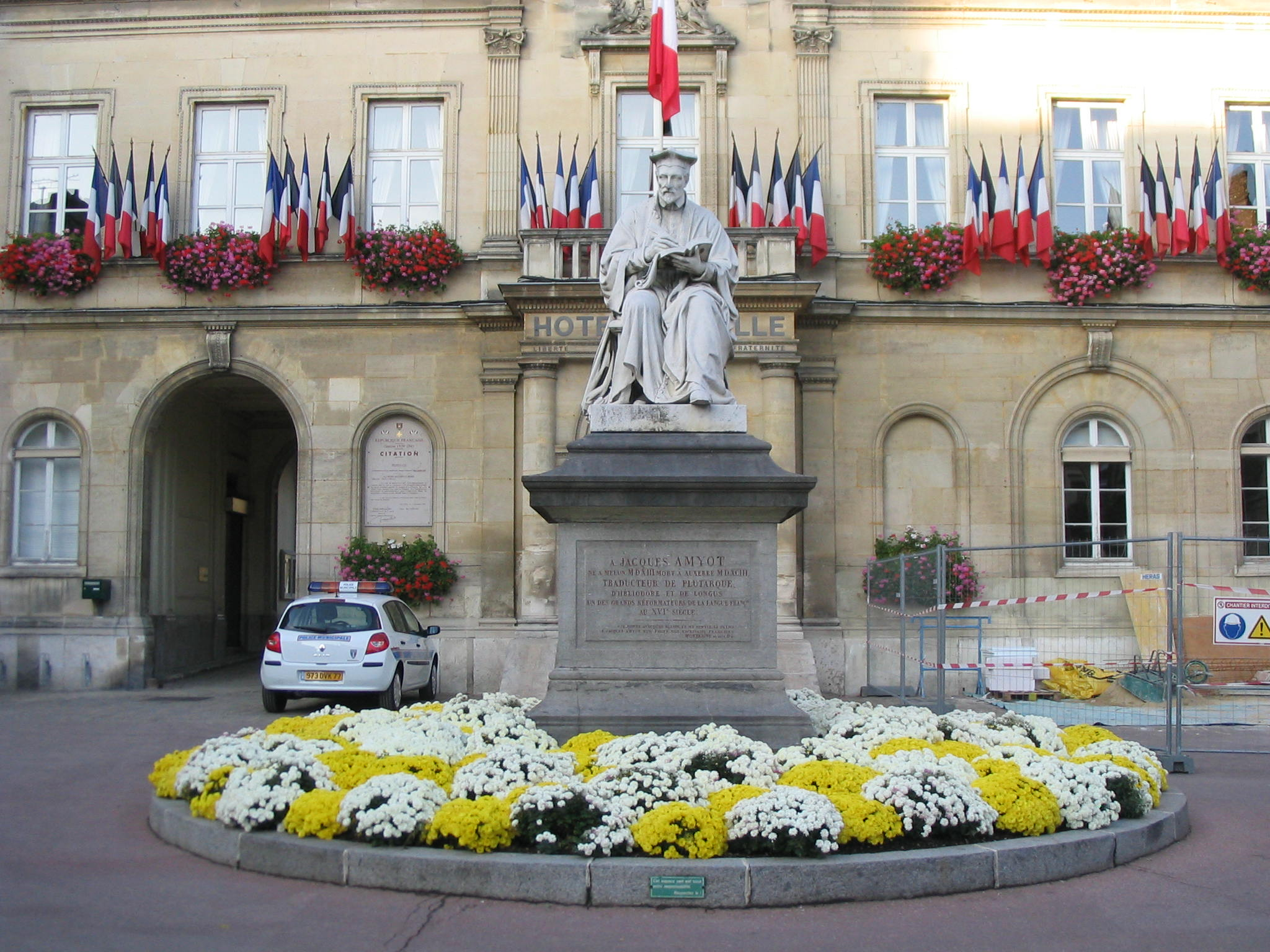
Statue devant l'hôtel de ville de Melun.

Il vit à Auxerre dans la tranquillité, occupé à la réfection du chœur de la cathédrale pour l'adapter à la pastorale prévue par les décisions du concile de Trente et la Contre-Réforme et à ses traductions. En 1579 il donne le règlement de l'Hôtel-Dieu d'Auxerre. Il fait publier le bréviaire en caractères romains en 1580. Il fonde un collège des jésuites, en 1584, qui deviendra l'actuel lycée Jacques-Amyot d'Auxerre. Il se trouve à Blois en décembre 1588 au moment de l'assassinat du duc de Guise et du cardinal de Lorraine. Il fait partie des prélats excommuniés par les résolutions de la faculté de théologie de l'université de Paris pour avoir assisté à la messe du 1er janvier 1589 en compagnie d'Henri III. Ecclésiastique pieux et consciencieux, il s'en tient courageusement à ses principes. Il aurait conseillé à l'aumônier du roi Henri III de refuser l'absolution à l'assassin des princes de Guise, assassinat qu'il est néanmoins soupçonné d'avoir approuvé. Son retour à Auxerre est difficile, perturbé jusqu'à la fin de sa vie par l'insubordination et les révoltes de son clergé malgré une absolution prononcée par le légat Caetani en 1590. Sa maison est pillée et il est contraint de quitter Auxerre pendant quelque temps. Il aurait légué à sa mort 1 200 couronnes à l'hôpital d'Orléans, en raison des « 12 deniers » qu'il y avait reçus quand, « pauvre et nu », il se rendait à Paris.

## Le traducteur de Plutarque
On lui doit la traduction de sept ouvrages de Diodore de Sicile (1554), les Amours pastorales de Daphnis et Chloë de Longus (1559) et les Œuvres morales de Plutarque (1572). Sa traduction vigoureuse et idiomatique des Vies des hommes illustres a été retraduite en anglais par Thomas North et a fourni à William Shakespeare la matière de ses pièces romaines. La première traduction est publiée en 1559 mais elle est revue et corrigée en 1565 et 1567.
Amyot s'intéressa surtout à Plutarque. Il ne publia pas sa traduction de Diodore, dont il avait pourtant découvert le manuscrit. L'intérêt de son travail réside aujourd'hui surtout dans son style. Son ouvrage eut un immense succès et exerça une grande influence sur plusieurs générations d'écrivains français. Montaigne lui rend un chaleureux hommage dans ses Essais (II-4) : « Je donne, avec raison, ce me semble, la palme à Jacques Amyot sur tous nos écrivains français » et : « Nous autres ignorants étions perdus, si ce livre ne nous eût relevés du bourbier ».

## Postérité

### Style
Amyot écrit pour être compris et avait une passion de la clarté et de la netteté. Il commente et explique dès qu'il redoute une hésitation du lecteur. En cela, il se place dans la tradition des premiers humanistes. En effet, Laurent de Premierfait, dit aussi Laurentius Campanus, humaniste de la fin du XIVe siècle et du début du XVe siècle, explique au début de sa traduction du de Senectute :

« Ce qui me semble trop bref ou trop obscur je l'allongerai en exposant par mots et par sentences. »

Par exemple, Amyot ne se contente pas d'expliquer à l'aide d'une note en bas de page ce qu'est une phalange grecque, il préfère insérer une glose dans son texte.
Dans un texte intitulé « Rabelais il a raté son coup » (1957), Louis-Ferdinand Céline regrette que le « style académique » d'Amyot — qui revient selon lui à « écrire de la merde : du langage figé » — ait durablement influencé la langue française, tandis que Rabelais a selon lui échoué à « faire passer la langue parlée dans la langue écrite »,.

## Hommages

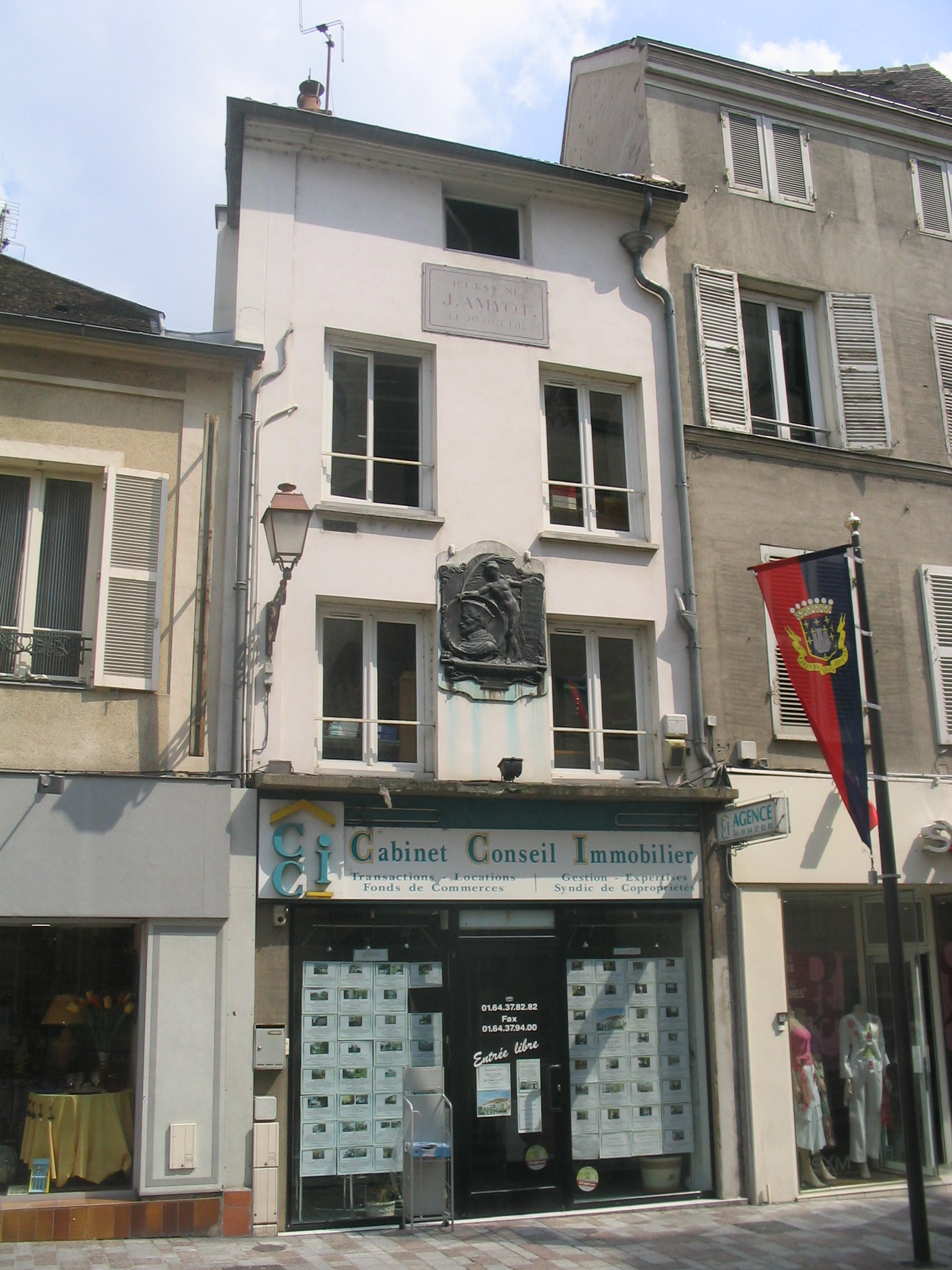
Maison natale de Jacques Amyot à Melun.

Plusieurs rues et édifices portent son nom dans plusieurs villes de France : 
- Auxerre : lycée Jacques-Amyot ;
- Bourges : rue Jacques-Amyot[6] ;
- Guignes (Seine-et-Marne) : rue Jacques-Amyot ;
- Le Mans : rue Jacques-Amyot ;
- Melun :  
  - place Jacques-Amyot,
  - statue de Jacques Amyot devant l'hôtel de ville,
  - collège et lycée Jacques-Amyot ;
  - Maison natale de Jacques Amyot (46,rue Saint-Aspais) : plaque monumentale de bronze réalisée par Émile Gaulard en 1905, apposée sur la façade ;
- Paris : 
  - rue Amyot dans le 5e arrondissement, depuis 1867 ;
  - statue de Jacques Amyot au Palais du Louvre  parmi les Hommes illustres  de la cour Napoléon ;

## Armoiries
D'azur au chevron d'or, chargé d'un croissant de gueules et accompagné de deux trèfles en chef et d'une étoile en pointe, le tout d'or.

## Édition des écrits
Les traductions de Jacques Amyot publiées sous sa direction (hors les manuscrits) comprennent notamment :
- L'histoire aethiopique de Heliodorus, contenant dix livres traitant, des loyales et pudiques amours de Theagene Thessalien, & Chariclea Aethiopienne. Nouvellement traduite de Grec en Françoys. A PARIS. Pour Jan Longis Libraire / De l'Imprimerie d'Estienne Groulleau (suivant les éditions), 1547
- L'histoire aethiopique de Heliodorus contenant dix livres traitant des loyales et pudiques amours de Theagene Thessalien, & Chariclea Aethiopienne, 1549 (In 8°)
- Sept livres des histoires de Diodore Sicilien nouvellement traduyts de grec en françoys. A PARIS de l'Imprimerie de Michel de Vascosan, 1554
- L'histoire aethiopique de Heliodorus, contenant dix livres traitant, des loyales & pudiques amours de Theagene Thessalien, & Chariclea Aethiopienne. Traduite de Grec en Françoys & de nouveau reveuës & corrigées sur un ancien exemplaire escript à la main, par le translateur, ou est declaré au vray qui en a esté le premier autheur.... .A PARIS Pour Estienne Groulleau, Libraire juré / Pour Jean Longis et Robert Le Mangnier (suivant les éditions ; dans les deux cas, il est précisé ensuite « Il est permis à Vincent Sertenas libraire, demourant à Paris, faire imprimer un livre intitulé L'histoire... »), 1559
- Les amours pastorales de Daphnis et de Chloé, escriptes premierement en Grec par Longus, & puis traduictes en François, A PARIS Pour Vincent Sertenas, 1559 (in-8°)
- LES VIES DES HOMMES Illustres, Grecs et Romains, comparees l'une avec l'autre, par Plutarque de Chaeroneee, translatees de Grec en François, A PARIS, De l'imprimerie de Michel de Vascosan, 1559
- LES VIES DES HOMMES Illustres, Grecs et Romains, compareees l'une avec l'autre, par Plutarque de Chaeronee, Translatees premièrement de Grec en François par maistre Jacques Amyot... et depuis en ceste seconde eedition reveuës et corrigees en infinis passages par le mesme translateur,.., à l'aide de Plusieurs exemplaires vieux, escripts à la main, & aussi du jugement de quelques personnages excellents en sçavoir. A PARIS, De l'Imprimerie de Michel de Vascosan, 1565[8].
- LES VIES DES HOMMES Illustres, Grecs et Romains, comparees l'une avec l'autre, par Plutarque de Chaeronee, Translatees premièrement de Grec en François par maistre Jacques Amyot...et depuis en ceste troisieme edition reveuës & corrigees en infinis passages par le mesme Translateur,...à l'aide de plusieurs exemplaires vieux escripts à la main, & aussi du jugement de quelques personnages excellents en sçavoir. A PARIS, Par Vascosan Imprimeur du Roy, 1567 (6 volumes ; in-8°)
- LES OEUVRES MORALES & meslees de Plutarque, Translatees du Grec en François par Messire Jacques Amyot,... A PARIS, De l'Imprimerie de Michel de Vascosan, 1572
- LES OEUVRES MORALES ET MESLEES de Plutarque, Translatees de Grec en François, reveuës & corrigees en ceste seconde Edition en plusieurs passages par le Tranlateur. A PARIS, Par Vascosan Imprimeur du Roy, 1574 (2 tomes en 6 volumes et un volume de table tres ample des noms et choses notables... ; in-8°)
- LES OEUVRES MORALES & meslees de Plutarque, Translatees de Grec en François, reveuës & corrigees en ceste troisiéme édition en plusieurs passages par le Translateur, A PARIS, Par Michel de Vascosan Imprimeur du Roy, 1575 (Deux Tomes et une Table treample)

Il s'agit d'impressions au format folio sauf mention contraire.